# Distretto di Huayllapampa
Il distretto di Huayllapampa è un distretto del Perù nella provincia di Recuay (regione di Ancash) con 1.146 abitanti al censimento 2007 dei quali 679 urbani e 467 rurali.
È stato istituito il 7 ottobre 1907.